# Death metal progresivo
El death metal progresivo es una fusión del death metal técnico con los compases y arreglos compositivos del metal progresivo.

## Características
El metal progresivo con voces guturales es tan solo una consideración dentro del género progresivo que incorpora las características de cambio de tiempos y cambios de sensación características del metal progresivo y una influencia del death metal que se aprecia casi únicamente en las voces y en cierta manera en la potencia sonora. Como todos los subgéneros del heavy metal, el metal progresivo es difícil de categorizar y muchas bandas pasan de un género a otro con poca dificultad y se pueden encontrar diferentes definiciones o clasificaciones dentro de un mismo género.
El death metal progresivo tiene algunas similitudes con el death metal técnico, pues este último también incorpora ciertas influencias del metal progresivo y el metal técnico, aunque de una forma más técnica y menos notoria. Entre los elementos que se pueden encontrar en el género están los clásicos growls del death metal, la batería que abarca desde los ritmos rápidos y agresivos del death hasta el característico manejo de compases amalgama y polirritmias del progresivo, pasajes acústicos y el uso de instrumentos poco comunes en el heavy metal tradicional como el saxofón.

## Historia
Muchos fanes de dicho género consideran a la banda sueca Opeth como los originarios y casi únicos exponentes del metal progresivo que realmente evocan al rock progresivo y algunos elementos del death metal y el término "progresivo" se hace mayormente aceptado de esa manera. Opeth posee voces limpias y las típicas del death metal en su música. Indudablemente, este grupo ha sido muy importante en el género, siendo el encargado de popularizarlo entre los fanes del metal; los orígenes del metal progresivo de este tipo hay que situarlos en 1990 y 1993.
En el año 1990 se publicaron tres trabajos que a la fecha son considerados la raigambre del death metal técnico y progresivo. La banda estadounidense Atheist es una de las primeras bandas que se aventuró a incluir estructuras complejas y menos convencionales en su álbum de Piece of Time, llegando a evolucionar su sonido con álbumes posteriores; Los igualmente estadounidenses Nocturnus, a la cabeza del baterista Mike Browning (también integrante de Morbid Angel en su momento), revelan su álbum debut: The Key, un álbum lleno de estructuras técnicamente intrincadas, ensalzadas con atmósferas lúgubres por parte de sintetizadores. Por otro lado, los alemanes Atrocity en su álbum Hallucinations innovaron el death metal con sonidos técnicos y progresivos.
En 1992, Dan Swanö creó uno de sus innumerables proyectos paralelos a su entonces banda principal Edge Of Sanity. Este proyecto se llamó Pan-Thy-Monium y su álbum Dawn of Dreams es probablemente una de las primeras formas de metal técnico con influencia de death metal, con sus tiempos caóticos y sus incursiones de saxo. Ese mismo año la banda Afflicted publicó su álbum debut "Prodigal Sun" donde se exhiben estructuras técnicas y progresivas aunadas al sonido del death metal. En 1993, la banda estadounidense Cynic publicó Focus. Este álbum también es considerado un álbum de death metal técnico con influencias de jazz. En el mismo periodo de tiempo la banda italiana Sadist saca a la luz su primer trabajo musical de larga duración: "Above the Light", aunque no fue sino con su segundo y más loado álbum: "Tribe", que experimentaron con sonidos progresivos a cabalidad. 
Pestilence, una de las bandas seminales y cruciales para el desarrollo del death metal, lanzó en 1993 su cuarto álbum titulado "Spheres", dicho trabajo contiene estructuras de death metal progresivo compaginado con influencias de jazz. 
Bandas tales como Carbonized, Phlebotomized y Disharmonic Orchestra se atrevieron a experimentar con sonidos progresivos e incluso Avant-garde metal sin dejar de lado el death.
Fue en 2001 cuando Opeth sacó al mercado su quinto álbum titulado Blackwater Park. Este álbum tuvo en seguida un gran éxito con la crítica y una tremenda respuesta en los fanes, llevando su metal progresivo a la luz. No tan caótico como los trabajos de grupos anteriores a ellos, surgió la pregunta de dónde comienza el metal técnico y dónde muere el metal progresivo. Lo que es indudable es que los trabajos tanto de Opeth como de Cynic y Pan-Thy-Monium han inspirado a una generación de grupos como Estertor (All You Hate) o Theory in Practice